# 瓦利亞塔瓦查納山
13°56′22″S 70°19′46″W / 13.93944°S 70.32944°W
瓦利亞塔瓦查納山（Huallota Huachana），是秘魯的山峰，位於該國東南部普諾大區，由卡拉瓦亞省的阿亞帕塔區負責管轄，屬於安地斯山脈的一部分，海拔高度4,800米。